# Chico Valles
Chico Valles és una formació geològica de tipus vallis a la superfície de Mart, localitzada amb el sistema de coordenades planetocèntriques a -65.02 ° latitud N i 218.01 ° longitud E, que fa 446.35 km de diàmetre. El nom va ser aprovat per la UAI l'any 2005 i fa referència al riu Chico, a l'Argentina.